# Le Treizième Caprice
Le Treizième Caprice est un film français réalisé par Roger Boussinot, sorti en 1967.

## Fiche technique
- Titre : Le Treizième Caprice
- Réalisation : Roger Boussinot
- Scénario et dialogues : Roger Boussinot, d'après son roman (Denoël, 1962)
- Photographie : Jean Boffety
- Son : René-Christian Forget
- Musique : Louis Marischal
- Pays d'origine :  France
- Genre : Drame
- Durée : 85 minutes
- Date de sortie : 
  - France : 16 août 1967

## Distribution
- Pierre Brice : François
- Marie Laforêt : Fanny
- Harald Leipnitz : Golo
- Romain Bouteille : Le garçon de café
- Nane Germon : Une dame dans le café
- Pascale Roberts : Elise
- Théo Légitimus : Le balayeur
- Marc Johannes : Le demi-sel
- Karin Weil : La fille de François
- Roger Dann : Un invité de Golo
- Bernard Garet : Le concierge de François

## Production
- Jacques Bar
- Raymond Froment
- Guy Pérol